# Герцеброк-Кларгольц
Герцеброк-Кларгольц (нім. Herzebrock-Clarholz) — громада в Німеччині, знаходиться в землі Північний Рейн-Вестфалія. Підпорядковується адміністративному округу Детмольд. Входить до складу району Гютерсло.
Площа — 79,28 км2. Населення становить 16 095 осіб (станом на 31 грудня 2020 року).